# 25 Years of Disco-Pop
25 Years of Disco-Pop – dwupłytowy album kompilacyjny zespołu Modern Talking wydany z okazji 25. rocznicy powstania zespołu.

## Lista utworów

### CD 1
1. „You're My Heart, You're My Soul” – 3:48
2. „Cheri Cheri Lady” – 3:45
3. „Brother Louie” – 3:41
4. „Geronimo's Cadillac” – 3:16
5. „In 100 Years” – 3:57
6. „Jet Airliner – Radio Version” – 4:16
7. „You Can Win If You Want – Special Single Remix” – 3:42
8. „Just We Two (Mona Lisa)” – 3:54
9. „Atlantis Is Calling (S.O.S. For Love)” – 3:48
10. „Sweet Little Sheila” – 3:04
11. „One In a Million” – 3:41
12. „Give Me Peace on Earth” – 4:12
13. „Keep Love Alive – Long Vocal Version” – 3:25
14. „In 100 Years – Long Version – Future Mix” – 6:39
15. „Brother Louie – Metro Club Mix” – 6:14
16. „Lucky Guy – Special-DJ-Mix” – 8:19 (Ryan Simmons)
17. „You're My Heart, You're My Soul – Paul Masterson's Extended Remix” – 7:17

### CD 2
1. „TV Makes the Superstar – Radio Edit” – 3:44
2. „Sexy Sexy Lover – Vocal Version” – 3:33
3. „You're My Heart, You're My Soul – New Version” – 3:49
4. „China in Her Eyes – Vocal Version” – 3:46
5. „You Are Not Alone” – 3:41
6. „Brother Louie – New Version” – 3:35
7. „Don't Take Away My Heart – New Vocal Version” – 3:54
8. „Ready for the Victory – Radio Version” – 3:31
9. „Win the Race” – 3:35
10. „Last Exit to Brooklyn” – 3:16
11. „No Face No Name No Number” – 3:58
12. „Mystery” – 3:32
13. „Juliet” – 3:37
14. „Higher Than Heaven – U-Max Mix” – 3:38
15. „Space Mix '98” – 21:36